# Jacques ili pokornost
Jacques ili pokornost (francuski Jacques ou la soumission) je apsurdna drama iz 1955. koju je napisao Eugène Ionesco. Ova drama je prvo od dva djela (drugo je Budućnost je u jajima) koja govore o Jacquesu i njegovoj obitelji u kojoj se svi zovu Jacques (Majka Jacques, Otac Jacques...).
Radnja govori o Jacquesu i njegovom dogovorenom braku s Robertom, a kada mu ova dosadi, s Robertom II. Drama sadrži mnoge besmislenosti, slične kao u Ćelavoj pjevačici, koje su kasnije postale sastavni dio svih njegovih drama.